# Velayos
Velayos község Spanyolországban, Ávila tartományban. Velayos Santo Domingo de las Posadas, Vega de Santa María, Blascosancho, Sanchidrián és Maello községekkel határos. Lakosainak száma 217 fő (2024).

## Népesség
A település népessége az utóbbi években az alábbiak szerint változott:
| Lakosok száma | 253  | 262  | 235  | 245  | 266  | 248  | 224  | 211  | 212  | 217  |
|               | 2001 | 2004 | 2006 | 2009 | 2011 | 2014 | 2016 | 2019 | 2021 | 2024 |